# ASUS ZenFone 4
ZenFone 4（ゼンフォン フォー）は、台湾（中華民国）のASUSによって開発された、第4世代移動通信システム対応のSIMフリーAndroidスマートフォンである。
ASUS ZenFone 3の後続モデルで4世代目となる。モデルの種類は、RAM容量が6GBでSnapdragon660を搭載する通常版とRAM容量が4GBでSnapdragon630を搭載するカスタマイズモデルのほか、ZenFone 4 Pro、ZenFone 4 Selfie、ZenFone 4 Selfie Pro、ZenFone 4 Max 、ZenFone 4 Max Proなどの派生型が存在する。
また、デュアルSIMデュアルスタンバイに対応している。

## モデル一覧
・ZenFone 4 (ZE554KL) 通常版

・ZenFone 4 () カスタマイズモデル

・ZenFone 4 Pro ()

・ZenFone 4 MAX ()

・ZenFone 4 MAX Pro ()

・ZenFone 4 Selfie ()
 
・ZenFone 4 Selfie Pro ()

括弧内は型番。